# Schlegelia parviflora
Schlegelia parviflora är en tvåhjärtbladig växtart som först beskrevs av Oersted, och fick sitt nu gällande namn av Monachino. Schlegelia parviflora ingår i släktet Schlegelia och familjen Schlegeliaceae. Inga underarter finns listade i Catalogue of Life.